# Яблунков
Яблунков (чеськ. Jablunkov [ˈjabluŋkof] ( прослухати); пол.  Jabłonków, нім. Jablunkau) — місто на північному сході Чехії. Розташовано в Моравсько-Сілезького краю, у районі Фридек-Містек, поблизу від кордону з Польщею і Словаччиною. Населення — 5934 осіб на 2001 р..

## Історія

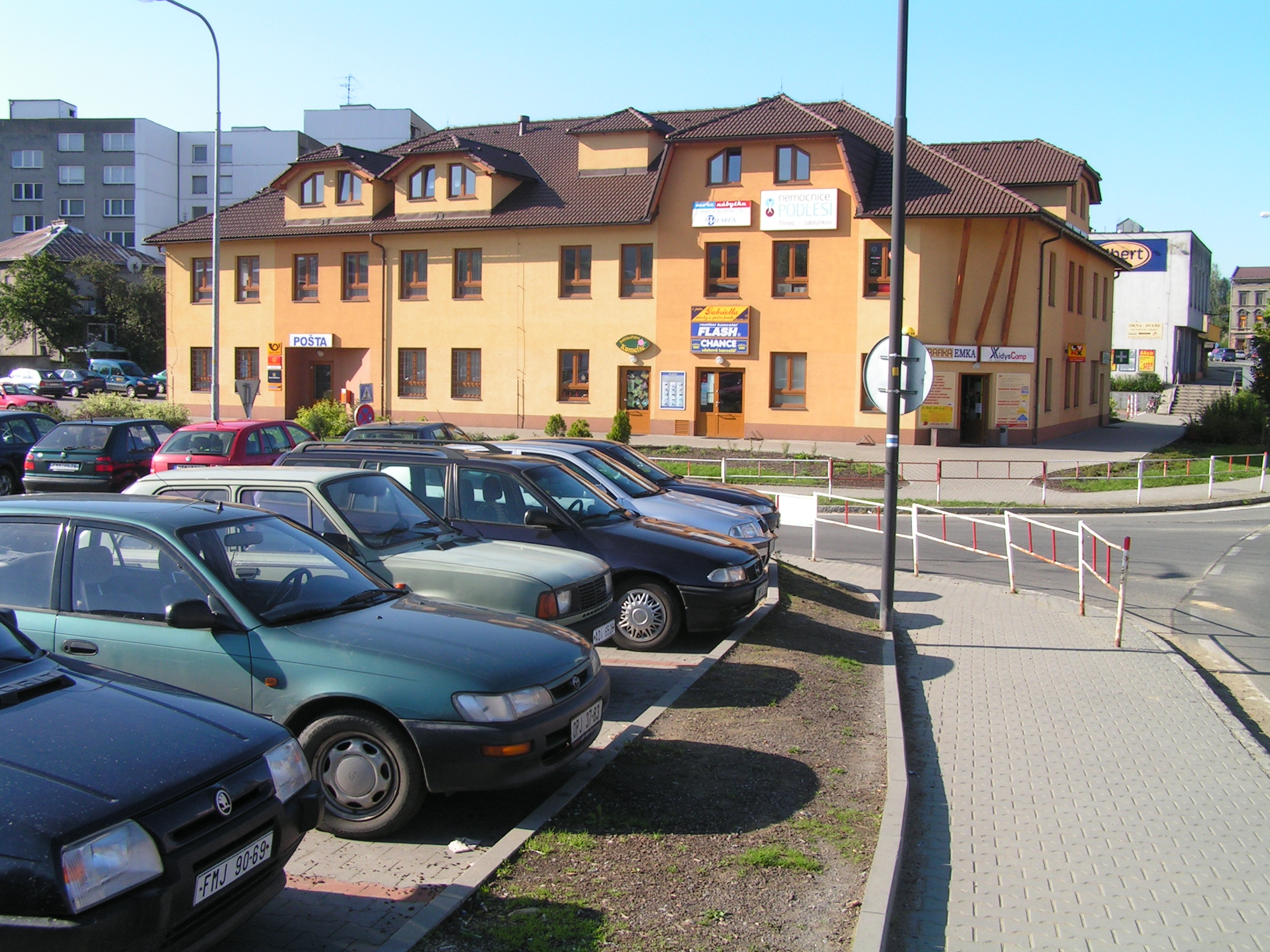
Будівля пошти.

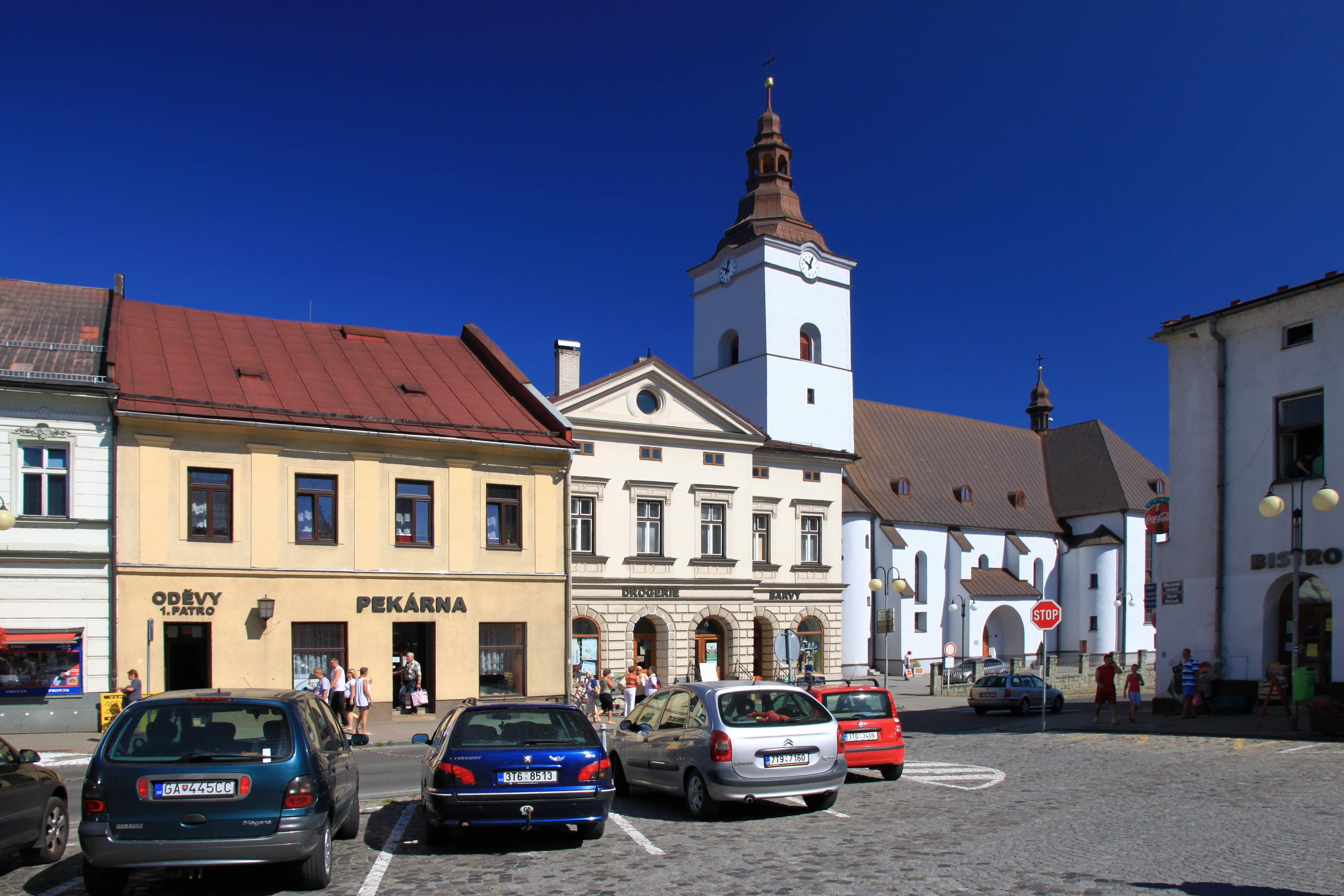
Міська площа і костел

Перші згадки про Яблунков відносяться до 1435 року. Але вже у 1447 році він піддався руйнуванню угорськими військами. У 1560 році Вацлав III, герцог Тешинський, дарував Яблункову права міста. Місто почало розвиватися, до кінця XVI століття у нього були власний глава і Міська Рада (з 1596 року). Розвитку міста сприяла також близькість його до Яблунковського перевалу, через який з давніх часів проходив торговий шлях між Балтикою і Середземномор'ям. До середини XVII століття разом з передмістям і сусіднім селом Пісечна місто налічувало 750 жителів і 42 приватних міських домоволодінь.
Протягом XVII і XVIII століть більшість жителів займалися торгівлею, ремеслами і сільським господарством. У XIX столітті активно розвивалося будівництво. У 1905 році в Яблункові було споруджено будинок муніципалітету в стилі модерн.
Весь цей час місто перебувало під владою Австрії (з 1867 року — Австро-Угорщини). У 1920 році, в результаті післявоєнного розділу Австро-Угорщини, Яблунков відійшов до Чехословаччини. У 1938 році, як і вся Тешинська Сілезія, місто перейшло до Польщі (Заолжя). З 1939 по 1945 рр. — у складі Третього Рейху. Після Другої світової війни Яблунков знову відійшов до Чехословаччини. Після розпаду останньої у 1993 р. — в Чехії.

## Відомі люди
- Людвик Шмідт — командир 8-ї Самбірської бригади УГА.

## Населення
За даними перепису 2006 року, населення міста становить 5934 людини. З них — більшість чехи, 23 % — поляки.

## Міста-побратими
- Семяновиці-Шльонські, Польща
- Гоголін, Польща

## Географія
Протікає річка Ломна.